# Повелитель призраков
«Повелитель призраков» (кор. 신암행어사, Синамхэнъоса, яп. 新暗行御史, Син ангё: онси; букв. «Новый тайный королевский уполномоченный») — серия корейских комиксов-манга, созданная Юн Ин Ваном и иллюстрированная Ян Кён Илем.
Серия создана по мотивам мифов и легенд древней Кореи и основана на корейской народной сказке о приключениях Мунсу, борца за справедливость. Он один из немногих, кто остался верен своим принципам после разрушения Кореи и ищет виновных в этом несчастии. История была преобразована в серию комиксов, выходившую с 2001 по 2007 год в Южной Корее (под названием «Синамхэнъоса») и в Японии (под названием «Син ангё онси»). В 2004 году по ней был снят мультипликационный фильм, ставший первым примером сотрудничества Японии и Южной Кореи в сфере анимации. В 2007 году англоязычная версия фильма была выпущена в Соединённых Штатах под заголовком Blade of the Phantom Master.

## Сюжет
Местом действия «Повелителя призраков» является вымышленная земля Чюсин (кор. 쥬신; яп. 聚愼 Дзюсин), смоделированная по образу и подобию послефеодальной Кореи. В царстве Чюсин когда-то несли службу секретные правительственные агенты, названные Амхэн Оса (Ангё Онси в японской версии), которые тайно путешествовали по стране с целью обнаружения и наказания коррумпированных правительственных чиновников, и обеспечения правосудия гражданам страны.
В начале повествования рассказывается, что Чюсин был разрушен и превратился в многочисленные феодальные владения и королевства, многими из которых управляют коррумпированные тираны-военачальники. Мунсу, последний из оставшихся Амхэн Оса, продолжает следовать своему долгу и борется с хаосом, вызванным падением Чюсина. Хотя первоначально кажется, что его приключения случайны, со временем становится очевидным, что это не так. Мунсу ищет человека, ответственного за убийство его лучшего друга, короля Чюсина, что привело к падению страны. Чем ближе Мунсу становится к своей цели, тем чаще он сталкивается со старыми друзьями и товарищами, некоторые из них перешли на сторону его врага. Выясняется, что Мунсу не всегда был Амхэн Оса, и что он сам частично ответственен за смерть короля и последующее падение Чюсина.
В повествование о приключениях Мунсу и его товарищей включаются сюжеты разнообразных корейских народных сказок.

#### Амхэн Оса
В «Повелителе призраков» Амхэн Оса носят при себе бронзовые медальоны-мапхэ (кор. 마패; яп. 馬牌 махай), данные им королём и украшенные изображением от одной до трёх лошадей. Чем больше число лошадей, тем выше разряд Амхэн Оса. Несмотря на то, что эти медальоны созданы для Амхэн Оса, они могут использоваться и обычными людьми, пока их сила воли достаточно сильна для служения справедливости. Кроме ношения медальонов, Амхэн Оса не имеют права заводить семью, но им позволяется иметь одного попутчика, служащего телохранителем, их называют «сандо» (кор. 산도; яп. 山道 сандо:). Сандо может быть как умелым воином-человеком, так и умным животным.

## Список персонажей
Мунсу (яп. 文秀) — главный герой цикла, до разрушения царства Чюсин носивший титул Амхэн Оса третьего уровня. Несмотря на то, что бывшие жители Чюсина считают всех Амхэн Оса добродетельными борцами за справедливость, Мунсу выступает антигероем, аморальным и не желающим помогать другим людям, если они не хотят справляться с трудностями самостоятельно. Когда же он действительно решает помочь другим, его методы почти всегда влекут за собой чрезмерное кровопролитие. Мунсу страдает от проклятия, симптомы которого напоминают астму, а облегчение приносит только талисман-ингалятор, который он носит на шее. Это проклятие настигло его ещё во времена благополучия Чюсина, когда он убедил А Джи Тхэ перенести проклятие с его возлюбленной Ке Воль Хян на него, в надежде на освобождение её от боли. Однако его действия не имели результата; мало того, что девушка умерла в муках, а он сохранил в себе проклятие, Мунсу фактически попался в ловушку А Джи Тхэ. В 11 томе рассказывается о прошлом Мунсу, в том числе о том, как погибла Ке Воль Хян, убив себя, натолкнувшись на его меч. С тех пор он обвиняет себя в её смерти и называет — её убийцей. В момент одной из битв с А Джи Тхэ был убит, но впал в кому благодаря игле с ядом мандрагоры и в результате долгое время пребывал в мире своих мечтаний. Был возвращён к реальности Пан Джа. Мунсу клянётся, что не умрёт, пока не настигнет А Джи Тхэ.
Чхунхян (яп. 春香) — красивая девушка и умелый воин. Она путешествует с Мунсу в качестве его телохранителя-сандо. На момент их первой встречи она была похищена коррумпированным правителем, который хотел сделать её своим личным телохранителем, её возлюбленный Мон Рьон предпринял ряд бесполезных попыток её найти и освободить, для чего он трижды сдавал экзамены, чтобы стать Амхэн oca. Он умер в пустыне на руках о Мунсу, которому завещал освободить свою девушку. После исполнения воли умершего девушка решает остаться со своим спасителем, став его телохранителем в память о мёртвом возлюбленном, и берёт звание «Сандо» в качестве своего нового имени. Несмотря на невероятные боевые навыки, Сандо тиха и застенчива и имеет высокую моральную позицию. В результате у неё часто возникают конфликты с аморальным Мунсу и его сомнительными методами. Она заявила ему, что если он когда-нибудь станет по-настоящему злым, она прекратит защищать его. Кроме того, у неё развита боязнь высоты, что выражается в невозможности пересечения мостов над глубокими горными ущельями. Мунсу считает данную особенность весьма специфической, наблюдая, как часто во время боя она прыгает на невероятные расстояния. По мере развития сюжета она покидает Мунсу, позорно проиграв бой. Её целью становится обучение новым методам борьбы, для чего она примыкает к А Джи Тхэ, друг которого помогает ей развить мощь своего 'Ки'. А Джи Тхэ использует Сандо как козырь в последней битве между ним и Мунсу, но Сандо успевает лишь отрезать левую руку Мунсу перед тем, как к ней возвращаются воспоминания, что заставляет её вернуться к Мунсу. Ей удается убить А Джи Тхэ, когда он после смерти Мунсу открывается для её нападения. После сражения Сандо примыкает к другим повелителям призраков и самостоятельно выступает на их стороне в последней главе. Ближе к концу цикла А Джи Тхэ рассказывает, что Сандо не является человеческим существом, её истинная форма — монстр, что подтверждает её первая встреча с Мон Рьоном: Сандо родилась не среди людей, но она может быть потомком дракона, упавшего с неба. В мультфильме возможности Сандо не раскрываются полностью, так как его сюжет основан на ранних главах цикла. Её правая рука напоминает чудовищную бронированную рукавицу, которую она использует для нападения. Техника фехтования почти полностью предназначена для левой руки. Только в последнюю минуту своего второго боя с Мари она начинает использовать правую руку снова. В фильме не даётся объяснение внезапного появления и исчезновения её боевой рукавицы.
Пан Джа (яп. 房子) — Нежеланный, но исполнительный слуга Мунсу. Старый хозяин освободил его от обязанностей после разрушения Чюсина, и Джа начал бродить по стране как вор. Он полагает, что Амхэн oca должен быть добродетельным и храбрым, поэтому поведение Мунсу часто потрясает его. Являясь третьесортным магом, он может управлять животными для достижения своих целей. Часто подвергается запугиванию со стороны Мунсу, который посылает его по глупым и невозможным поручениям. Смог оживить Мунсу, справившись с ядом мандрагоры.
Ке Воль Хян (яп. 桂月香) — Погибшая возлюбленная Мунсу и сестра Xонг Гилдонa, друг детства Хэ Мо Су и Мунсу.
Вон Сул (яп. 元述) — Первый мастер-фехтовальщик Дзюсина, однажды был в подчинении у Мунсу. Однако после падения Дзюсина он начал служить А Джи Тхэ, выращивая растения с наркотическими свойствами. Его оружие — меч с лезвием, напрямую связанным с его 'Ки'. Работая на А Джи Тхэ, был побеждён и убит Сандо, запутавшейся в результате манипуляций над её сознанием А Джи Тхэ. Его смерть, однако, оказалась временной, и вскоре он был возрождён А Джи Тхэ. Став своего рода зомби, Вон Сул сохранил свой ум и мастерство, но его тело походило на живой труп и продолжало распадаться. Окончательно погибает лишь во время последний битвы между возродившимся Мунсу и А Джи Тхэ.
А Джи Тхэ (яп. 阿志泰) — Бывший ученый Чюсина, человек, которого Мунсу считают ответственным за разрушение своей страны. Многие из бывших союзников Мунсу и его товарищей с тех пор перешли на сторону А Джи Тхэ, заставленные или привлечённые его обаянием. Его побуждения и цель остаются неизвестными. Он обладает большой магической мощью, в том числе может воскрешать мёртвых, убивать с помощью взгляда, менять обличье и телепортировать. Во времена расцвета Чюсина А Джи Тхэ был заместителем командующего, генерала Мунсу. Тогда он был меньшим ростом и носил короткие тёмные волосы и очки. Несмотря на свою невинную внешность, А Джи Тхэ был убеждён в неполноценности и подлости всего человечества, и уже готовил завоевание Дзюсина. Исходя из событий 15 тома, он весьма преуспел в завоевании прежних территорий царства, собрав множество союзников, в том числе бывшего телохранителя Мунсу Сандо.

## Комиксы
В Японии с апреля 2001 по сентябрь 2007 года комикс выходил в виде манги в ежемесячном журнале Sunday GX, в Южной Корее издание выходило в виде manhwa в журнале «Молодой Чемпион». В общей сложности работа насчитывает 17 глав графического романа, которые были изданы Shogakukan в Японии и Daiwon C.I. в Южной Корее. С 2005 в этих странах было продано более чем 2 миллиона копий романа. Многие главы включали специальные авторские примечания, с целью обрисовать некоторые эпизоды, основанные на корейских народных сказках и исторических персонажах, ссылки которых присутствуют в повествовании, и объяснить случаи, в которых автор отходит от общепринятых сюжетных линий. Например, в четвёртом томе Юн предоставил информацию о Хвануне, мудреце из корейской легенды о Тангуне. Он опасался, что его изображение Хвануна (нарисованное в стиле S&M) могло вызвать недопонимание среди читателей комикса и счёл нужным объяснить, что развитие данного персонажа в комике происходило под влиянием Интернета, тогда как образ Хвануна из легенды имеет очень высокий статус в Корее.

## Фильм
В 2004 на экраны вышла адаптация манхвы, созданная в результате совместной работы японской киностудии OLM, Inc. и корейской Character Plan.
Фильм — адаптация ранних глав комикса, освещающих историю столкновения в пустыни Мунсу с Moн Рьоном, его последующие поиски, с целью освобождения Сандo, и одно из их ранних совместных приключений.